# 한강공원

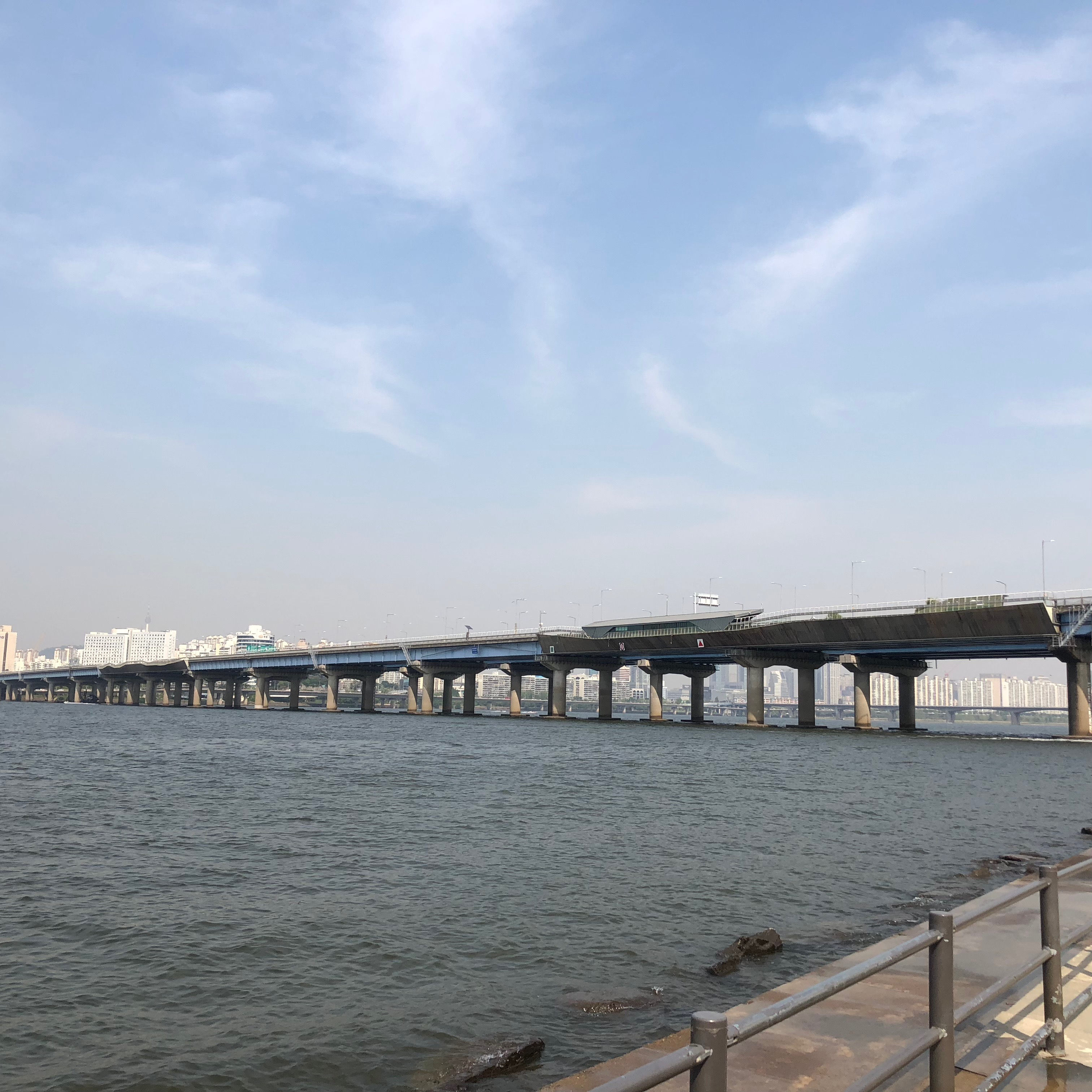
여의도한강공원

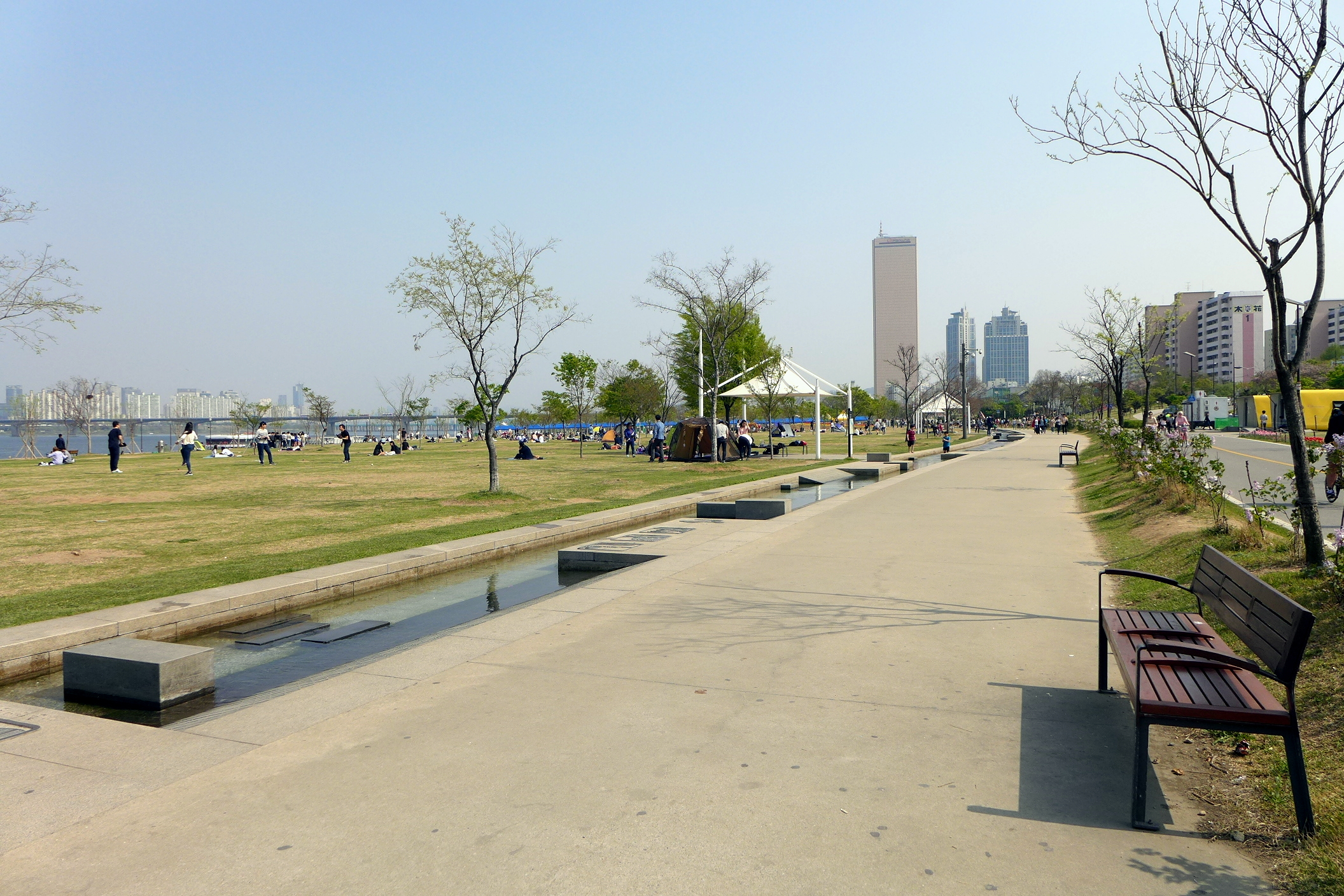
한강공원

한강공원(漢江公園)은 한강을 옛날과 같이 깨끗한 강으로 되살리자는 목표로 만든 공원이다. 1982년부터 1986년까지 만들어서, 한강의 서울지역 41.5km의 구간(하일동-개화동)이 평균 수심 2.5m, 강너비 1km의 강으로 변했다. 아울러 강변에 시민 휴식공원, 축구장, 배구장, 농구장, 수영장, 게이트볼장, 체육시설, 자연학습장, 수상스키장, 수상택시승강장, 요트장, 보트장, 낚시터, 주차장 등을 갖추어 시민들의 오락·휴양지로 이용할 수 있게 했다.

## 역사
- 1982년 9월부터 한강종합개발 시작
- 1986년에 사업 종료

## 지구

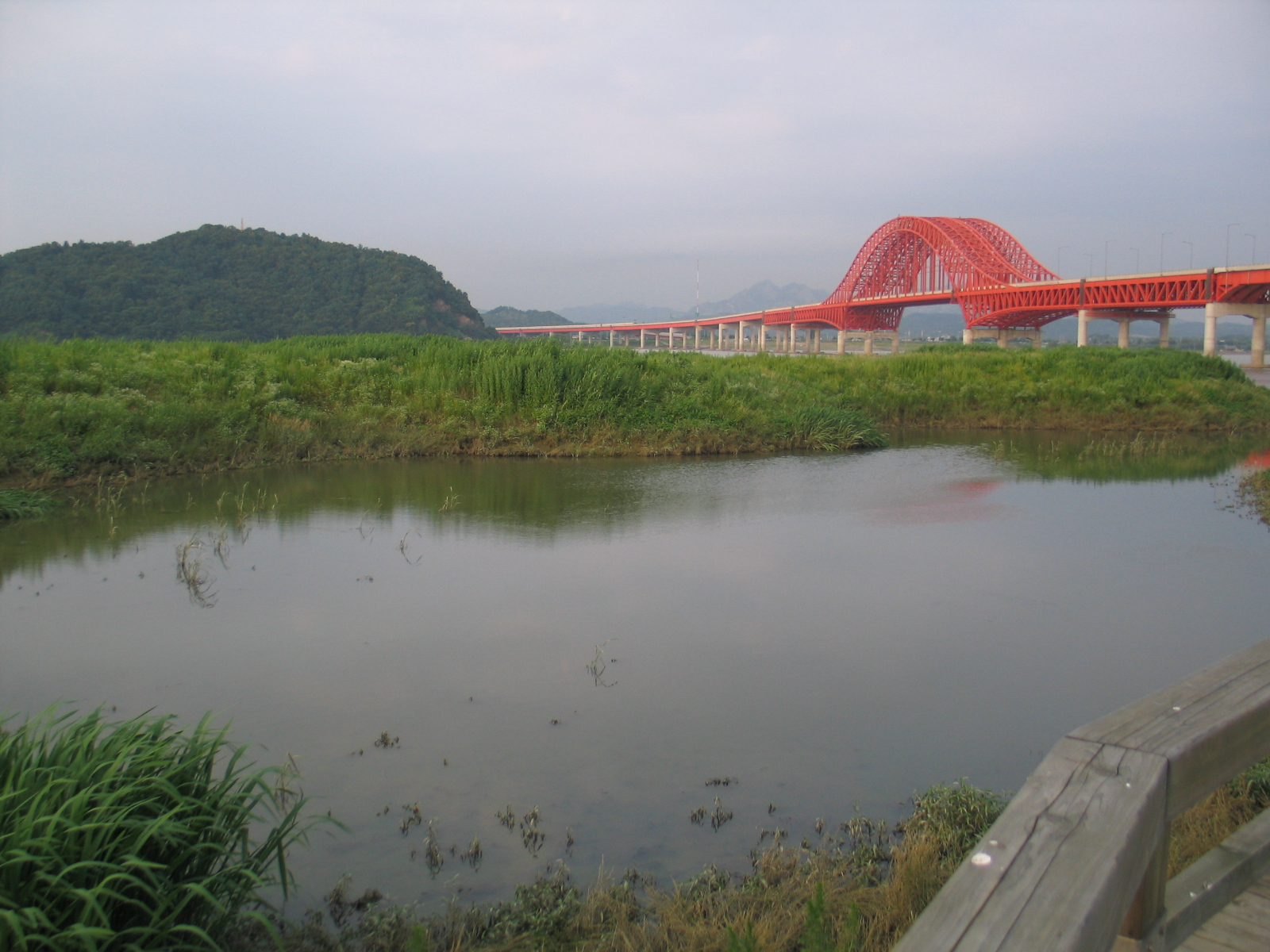
강서지구. 사진 속 다리는 방화대교다.

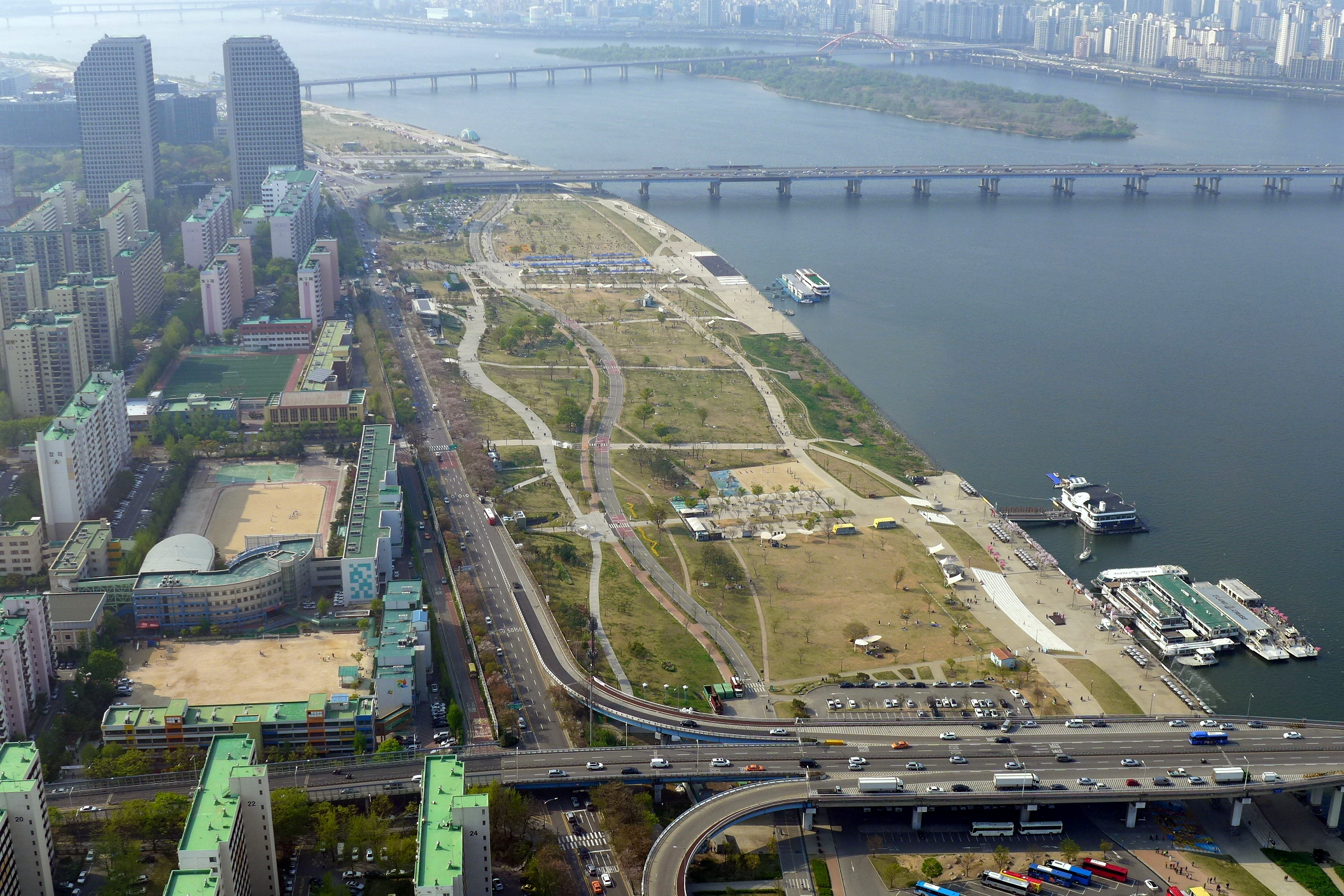
여의도지구. 먼 쪽 다리는 마포대교, 가까운 쪽 다리는 원효대교다.

### 서울특별시

#### 강남
- 강서한강공원
- 양화한강공원
- 반포한강공원
- 잠원한강공원
- 잠실한강공원
- 광나루한강공원

#### 강북
- 난지한강공원
- 망원한강공원
- 이촌한강공원
- 뚝섬한강공원

#### 섬
- 선유도공원
- 여의도한강공원

### 경기도
- 구리한강공원
- 남양주한강체육공원
- 삼패한강공원

## 한강 르네상스 프로젝트
서울특별시에서 2009년, 한강공원의 재개발을 목표로 시행하고 있는 프로젝트다. 2009년 기준으로 반포지구, 여의도지구, 잠실지구 등의 재개발을 계획하고 있으며, 한강시민공원 반포지구는 반포한강공원이란 이름으로 재개발이 완료된 상태이다.

## 대중문화
- 2017년 GMA 일일연속극 - 한국인 자기야

## 같이 보기
- 한강
- 여의도
- 여의도공원